# Артвиже
Артвиже (словен. Artviže) — поселення в общині Хрпелє-Козина, Регіон Обално-крашка, Словенія. Висота над рівнем моря: 786,9 м.